# La Bonne Aventure (feuilleton télévisé)
Pour les articles homonymes, voir La Bonne Aventure.
La Bonne Aventure est un feuilleton télévisé québécois en 143 épisodes de 25 minutes, créé par Lise Payette et diffusé entre le 14 septembre 1982 et le 9 juin 1986 à la Télévision de Radio-Canada.

## Synopsis
La Bonne Aventure raconte la vie quotidienne de quatre femmes à la fin de la vingtaine, qui tâchent de réussir dans la vie. Elles sont aux prises avec les rôles traditionnels que la société d'autrefois réservait aux femmes, qui ne correspondent pas à leurs aspirations. À travers leurs confidences, leurs disputes, leurs joies et leurs déceptions, on les voit vivre diverses épreuves et réussites, incluant leurs mariages et l'éducation de leurs enfants.

## Fiche technique
- Scénario : Lise Payette
- Réalisation : André Bousquet, Raymond Chayer, Aimé Forget, Geneviève Houle, Jean-Paul Leclerc, Lucile Leduc
- Société de production : Société Radio-Canada

## Distribution
- Nathalie Gascon : Martine Poliquin
- Christiane Pasquier : Anne Demers-Leroux
- Joanne Côté : Hélène Savoie
- Michelle Léger : Michèle Dalpé-Martin
- Jean-René Ouellet : Hubert Girard
- Serge Dupire : Benoît Leroux
- François Tassé : Me Gilles Langlois
- Pierre Brisset des Nos : Jacques Martin
- Yolande Roy : Blanche Martel
- Jean-Pierre Matte : Dr Simon Cordeau
- Sébastien Brunette : Sébastien Leroux
- André Cartier : Pierre Savoie
- Marie Guimont : Marie-Josée Demers
- Michèle Magny : Catherine Girard
- Claire Richard : Rita Poliquin
- Marcel Sabourin : Marcel Poliquin
- Gilbert Sicotte : Jean-François Durand
- Olivier Thiboutot : Maxime Martin
- Pierre Thériault : Dr Dubois
- Bénédicte Tétreault : Sophie Leroux
- Catherine Colvey : Maureen Connors
- Raymond David : Jean-Claude Savoie
- Jean Petitclerc : Daniel Langlois
- Ginette Boivin : Isabelle Langlois
- Patrice L'Écuyer : Denis Dalpé
- Joël Miller : Eric Matthewson
- Marie-Andrée Corneille : Caroline Letendre
- Jean Brousseau : Me Ferland
- Johanne McKay : Agnès
- Josée-Anne Fortin
- Monique Joly
- Éric McKay
- Mathieu Hamel-Truchon